# 杉平真奈美
杉平 真奈美（すぎひら まなみ、1991年5月27日 - ）は日本の女性声優。広島県尾道市出身、以前はスターダス・21に所属していた。

## 略歴
幼少時は体を動かすことが好きで、走り回って遊んでいたという。
中学・高校時代は体を動かすことは好きだったため、仲の良い友人とバスケ部に所属して、バスケをしたかったが、勉強が嫌いで行きたい学校に行くことができず、高校1年生でバスケ部を辞めたという。
高校2年生の時にテレビアニメ『結界師』を見て声優を志す。
そのことをクラスで一番仲が良い友人に話したところ、その友人もたまたま小さい頃から声優がす好きだったようであり、色々アニメのことを教えてもらっていたという。
カッコ良いと思った声優は、『ガンダムシリーズ』にも出演していると聞いて見ていたところ、面白くて夢中になったという。それまで体を動かすのが好きだったが、アニメ自体をほとんど見ていないということも手伝って熱中していたという。
高校生活がまだ2年ほどあったため、声優を養成する学校に通うことは無理であり、「今できることをしよう」と思い、演劇部に所属。運動部に所属しており、部活とは汗を流すものという思いが強かったため、文化系の部活に入部するのが嫌いであり、クラスで仲が良い友人を連れて「すぐに辞めるかもしれないけれど」と言って入部したが、のめり込んでいったという。
演劇部の顧問は担任でもあったが、声優の道に進むことを止められることもなかったため、「いけるだろう」と具体的にどのようにするのかは考えていなかったが、卒業後の10月から学校に通うことだけは決めていた。担任からは「引越など費用がかかるからお金を貯めた方がいい」と言われて、半年間で100万円を貯めることを決意。
アルバイトとして早朝からお弁当をつめる仕事とすき家の掛け持ちしていた。その後、高校卒業後も地元の人達と演劇をしていたため、夜の7時から舞台の稽古をするという生活をしていた。
上京しようと思ったのは、演劇部の顧問のアドバイスであり、「大阪ぐらいまでにしようか」と考えていたが、顧問から「仕事は東京に出ないとない！」と強く言われたという。
10月から通えるということと、基本的なことを学んでいないので基礎からできること、声優事務所の所属率が60%という数字に魅力を感じて決めて、映像テクノアカデミアを選ぶ。
その後、映像テクノアカデミア声優・俳優科声優実践クラス卒業後、スターダス・21に所属。

## 人物
趣味はカラオケ、舞台鑑賞。特技は広島弁、バスケットボール。
資格は原付免許。
父はトラック運転手、母はパート勤めている。弟と妹がいる。

## 出演
太字はメインキャラクター。

### テレビアニメ
- クロムクロ（2016年、宇波茉莉那[3]）

### 劇場アニメ
- この世界の片隅に（2016年）

### 吹き替え
- グッドラック・チャーリー（ローレン、2014年）
- グッド・ワイフ4（デボラ、2014年）
- マイケル・J・フォックス・ショウ（イブ・ヘンリー[4]、2014年）
- Major Crimes 〜重大犯罪課（10歳のリディア、2014年）
- Major Crimes 〜重大犯罪課2（クリス、2014年）
- バービーと伝説の馬（ステイシー、2015年）
- 奇跡のひと マリーとマルグリット（マリー[5]、2015年）

### ゲーム
2010年代
- 龍が如く0 誓いの場所（2015年、ユキ）
- 龍が如く6 命の詩。（2016年）
- 龍が如く 極2（2017年、ユキ）
- 龍が如く ONLINE（2019年、ユキ）

2020年代
- 龍が如く7 光と闇の行方（2020年）
- 龍が如く 維新！ 極（2023年、おりょう）
- 龍が如く8（2024年、ユキ）
- 龍が如く8外伝 Pirates in Hawaii（2025年）

### 舞台
- 新宿コントレックス[いつ?]
- ゼガヒデモ[いつ?]